# 皮德霍羅德涅 (沃倫州)
皮德霍罗德涅（烏克蘭語：Підгороднє），2024年9月前名为皮德霍羅德內（烏克蘭語：Підгородне），是烏克蘭的村落，位於該國西部沃倫州，由科韋利區柳博姆利市镇負責管轄，始建於1510年，面積1.38平方公里，海拔高度183米，2001年人口389，人口密度每平方公里281.88人。
2024年9月19日，乌克兰最高拉达将此村改名为皮德霍罗德涅。